# Cadaveric Crematorium
Cadaveric Crematorium ist eine Italienische Grindcore- und Death-Metal-Band aus Brescia, die 1996 gegründet wurde.

## Geschichte
Die Band wurde 1996 gegründet, woraufhin sich, nach mehreren Besetzungswechseln, die Gruppe bestehend aus dem Schlagzeuger Francesco „Parla“ Parlatore, dem Sänger Dr., dem Bassisten C und dem Gitarristen Giovanni „Willi“ Biloni zusammenfand. 1998 wurde ein selbstproduziertes, selbstbetiteltes erstes Demo aufgenommen und im folgenden Jahr veröffentlicht. 1999 verließ C die Gruppe und wurde durch John ersetzt. Im Sommer 2000 kam Pierre „Jad“ als weiterer Gitarrist zur Besetzung, wodurch sie sich zu einem Quintett vergrößerte. Ein paar Monate später wurde im Jahr 2001 mit dieser Besetzung das selbstproduzierte Demo Cry Now Motherfucker publiziert. Durch das Demo und ihre Bühnenshow konnte die Band ihre Bekanntheit steigern. 2001 ging es zusammen mit Prejudice (Belgien) und Sacred Sin (Portugal) auf eine Tour durch Europa. Diese umfasste Auftritte in Frankreich, Spanien, Portugal, Deutschland, der Schweiz und Österreich. 2002  gewann die Band den nationalen Wettbewerb Headbanging, der von der Hard Cash Agency gemanagt und beworben wurde. Seit dem Sieg folgten Konzerte zusammen mit Necrophagist, Cephalic Carnage, Malevolent Creation, General Surgery, Goratory, Ancient, Mindsnare, den Undertakers, Bastard Saints, Nefas, SNP, Cripple Bastards, Prejudice, Anthropofagius, Natron, Kataklysm, Nyctophobic, Fleshless, Hypnos und Mastic Scum. Im Winter 2002 ging es auf eine weitere Tour durch Europa mit Konzerten in der Schweiz, Österreich, Belgien, Deutschland und Dänemark. Im Sommer 2003 verließ John die Gruppe und wurde durch den Bassisten Necrom ersetzt. Im selben Jahr wurde ein Plattenvertrag bei dem österreichischen Label Resound Gr!nd Records unterzeichnet, woraufhin die Aufnahmen zur ersten EP in den Nadir Studios mit dem Sadist-Gitarristen Tommy Talamanca als Produzenten begannen. Der fertiggestellte Tonträger erschien 2004 unter dem Namen Pathologist Instability. Im Sommer 2004 wurde im selben Studio das Debütalbum aufgenommen und eine Veröffentlichung für September geplant. Danach folgte eine weitere Tour durch Europa, mit Konzerten in Österreich, Slowenien, Ungarn und Deutschland. 2005 trennte sich Cadaveric Crematorium von Resound Gr!nd Records, da sie zu wenig Informationen vom Label erhielt, wenig Kommunikation stattfand und die Veröffentlichung des Albums mehrfach verschoben worden war. Stattdessen wurde ein Plattenvertrag bei The Spew Records, einem Sub-Label von Punishment 18 Records, unterzeichnet, worüber das Album 2005 unter dem Namen Serial Grinder erschien. Das Album wurde ausverkauft und später, Anfang 2007, wiederveröffentlicht. Der Veröffentlichung folgten diverse Auftritte, wie 2006 die Teilnahme an einem Metal Battle. Im Sommer 2006 war die Band auf dem Grind Your Mother Festival, dem Evolution Festival und dem Wacken Open Air zu sehen. Im Sommer 2007 nahm sie am Heineken Jammin Festival teil. 2008 folgte mit Grindpeace über Punishment 18 Records das nächste Album. In diesem sowie im folgenden Jahr spielte Cadaveric Crematorium unter anderem Konzerte zusammen mit Vomitory, Brujeria, Necrophobic und Illdisposed. Im August 2009 verließ der Gitarrist Pierre „Jad“ die Gruppe aus persönlichen Gründen, als Ersatz kam nach ein paar Monaten des Vorsprechens Mirco dazu, welcher im Dezember sein Debüt feierte. Die Gruppe war auf dem A Cold Night in Hell vertreten, ebenso wie Obscura. 2010 setzte die Band ihre Live-Aktivität fort und spielte dabei unter anderem zusammen mit Napalm Death und Suffocation. Zwischen Ende des Jahres und Februar 2011 verzeichnete die Gruppe die Abgänge von Gitarrist Mirco und Schlagzeuger Parlatore. Letzterer wurde durch Andrea „Gerro“ Gorio ersetzt und die Gruppe fuhr als Quartett fort. Das dritte Album erschien im Mai 2012 unter dem Namen One of Them, ehe die Band im Juni 2012 als Vorgruppe für Sepultura fungierte. Im folgenden Monat ging Gorio schon wieder, woraufhin Ale Tinti als temporärer Ersatz dazustieß. Anfang 2013 kehrte Parlatore als permanentes Mitglied zur Band zurück.

## Stil
Markus Endres von Metal.de ordnete Serial Grinder dem Grindcore zu, dem es jedoch an einer eigenen Identität fehle und austauschbar zur Musik der Genrekollegen wirke. Der Gesang schwanke zwischen Screams und Growls. Die Riffs seien meist eher geradlinig gehalten. In die Songs baue die Gruppe gelegentlich humoristische Passagen ein, bei denen sie Gruppen wie Metallica oder Iron Maiden parodiere. Basti von heavyhardes.de schrieb in seiner Rezension zu Grindpeace, dass hierauf eine Mischung aus Technical- und Brutal-Death-Metal, thrashigem Grindcore und Deathcore zu hören ist, während man makabere Texte verwende. Die Musik sei somit wie ein Mix aus  Mortician, Cannibal Corpse, Job for a Cowboy und Nasum. Charakteristisch seien dabei auch schnell gespielte Riffs und ein tiefer gutturaler Gesang. Wie bei Mortician würden einige Songs auch mit Samples aus Horrorfilmen beginnen, allerdings in italienischer Synchronisation. Reini von Stormbringer.at rezensierte das Album ebenfalls und ordnete es dem Grindcore zu. Dabei setze die Gruppe teils ungewöhnliche Mittel ein, indem ein Opernsänger oder auch Flamenco-Gitarren zum Einsatz kämen, man die Einzugshymne eines WWE-Wrestlers verarbeite oder man sich durch einen Song rülpse.

## Diskografie
- 1999: Cadaveric Crematorium (Demo, Eigenveröffentlichung)
- 2001: Cry Now Motherfucker (Demo, Eigenveröffentlichung)
- 2004: Pathologist Instability (EP, Resound Gr!nd Records)
- 2005: Serial Grinder (Album, The Spew Records)
- 2008: Grindpeace (Album, Punishment 18 Records)
- 2012: One of Them (Album, The Spew Records)